# Carl Hayman
Carl Hayman (* 14. November 1979 in Ōpunake, Neuseeland) ist ein neuseeländischer Rugby-Union-Spieler auf der Position des rechten Pfeilers. Aktuell spielt er beim französischen Verein RC Toulon in der Top 14.

## Biografie
In Neuseeland spielte Hayman für Otago auf Provinzebene, für die Highlanders in der Super 14 und für die All Blacks auf internationaler Ebene. Er war der 1000. All Black, als er sein Länderspieldebüt gegen Samoa im Jahr 2001 gab. Seitdem hat sich Hayman zu einem Elitepfeiler im Weltrugby entwickelt und war als einer von fünf Kandidaten für Neuseelands Spieler des Jahres 2006 nominiert. Er hat auch für die New Zealand Māori im Jahr 2005 gegen Fidschi in Suva und gegen die British and Irish Lions in Hamilton gespielt.
Am 19. April 2007 wurde bekanntgegeben, dass Carl Hayman einen Dreijahresvertrag mit der Guinness-Premiership-Mannschaft Newcastle Falcons unterschrieben hat. Damit schlug er ein Angebot des englischen Meisters Sale Sharks aus. Eine Vereinsquelle sagte zu diesem Transfer „Jeder Topclub in Europa wollte ihn, doch er entschied sich, nach Newcastle zu kommen und wir sind glücklich, dass er seine Entscheidung so traf“.
Es wurde von vielen als starkes Zeichen der Newcastle Falcons angesehen, als sie ihre Mannschaft mit einem Spieler verstärkten der „weithin als der beeindruckendste Spieler im Gedränge angesehen wird.“ Zurzeit wird Carl Hayman als der beste rechte Pfeiler im Weltrugby angesehen. Bei der Rugby-WM 2007 zeigte er seine Vielseitigkeit als Stürmer, da er im Gruppenspiel gegen Portugal als Zweite-Reihe-Stürmer spielte.
Es wurde berichtet, dass Carl Hayman mit dem Vertrag der bestbezahlte Rugby-Union-Spieler der Welt sei. Man vermutet, dass er $NZ 1 Million – £330.000 – pro Jahr bis 2010 verdient. Dieser Vertrag wurde zu einem gewissen Teil von Northern Rock finanziert – dem Sponsor der Falcons. Hayman machte sein Debüt bei den Falcons am 1. Dezember 2007 als Einwechslung in einem EDF-Energy-Cup-Spiel gegen die London Wasps.
Auf die Saison 2010/11 hin wechselte Hayman nach Frankreich zum RC Toulon.